# BTS Island: In the SEOM
「BTS Island: In the SEOM」は、BTS監修・Big Hit Music公式のマッチパズルゲーム。2022年6月28日配信。Android、iOSに対応。

## ストーリー
BTSのメンバー7人は、海のたびに出かけていた。
しかし運転中にハンドルを誤って破壊していまい、海を漂っていた。
その時海から紫色のクジラが現れ、船を押し上げてしまう。
BTSのメンバー7人は無人島に遭難する。